# Mijn (delfstoffen)

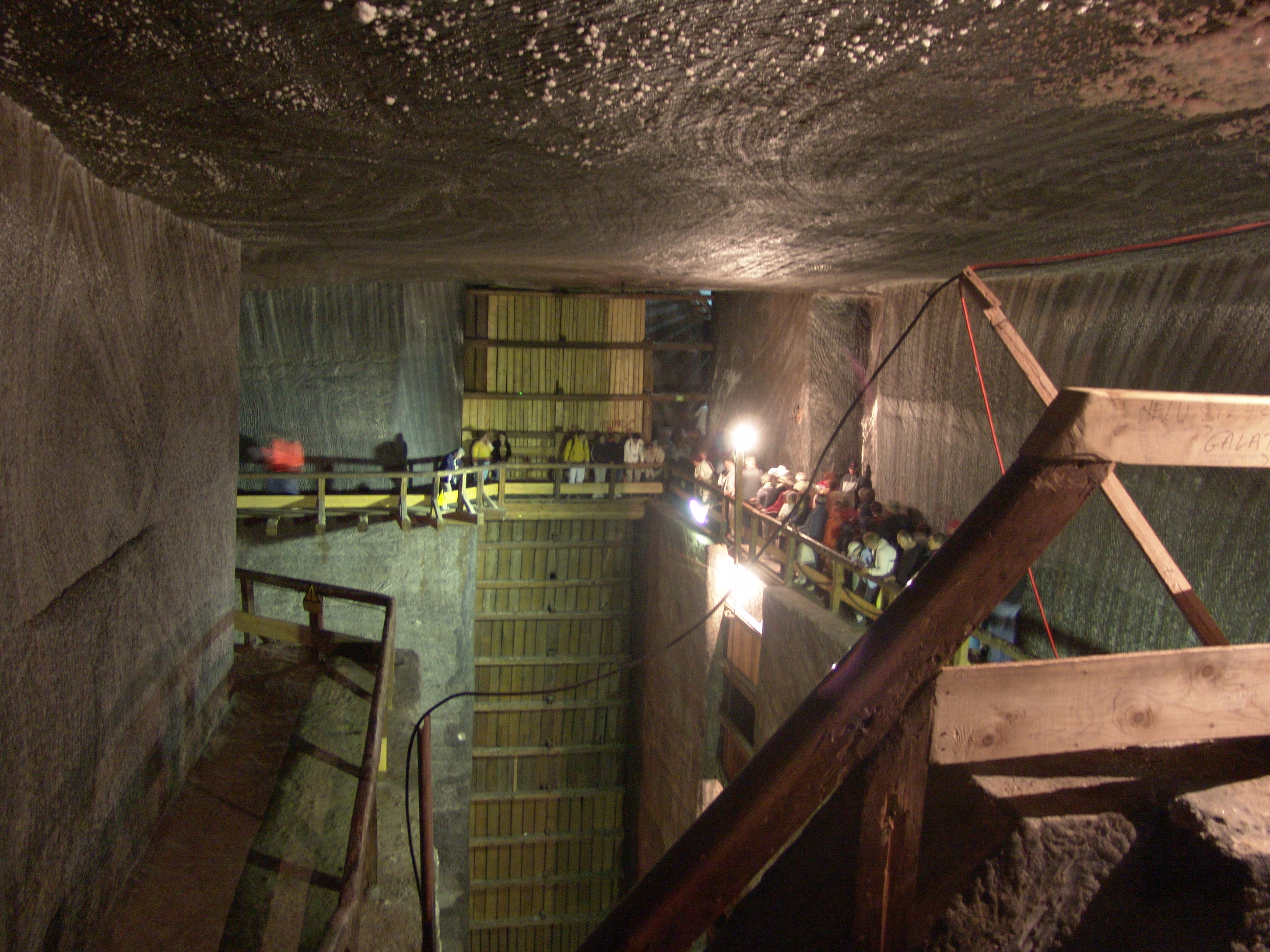
Zoutmijn in Roemenië

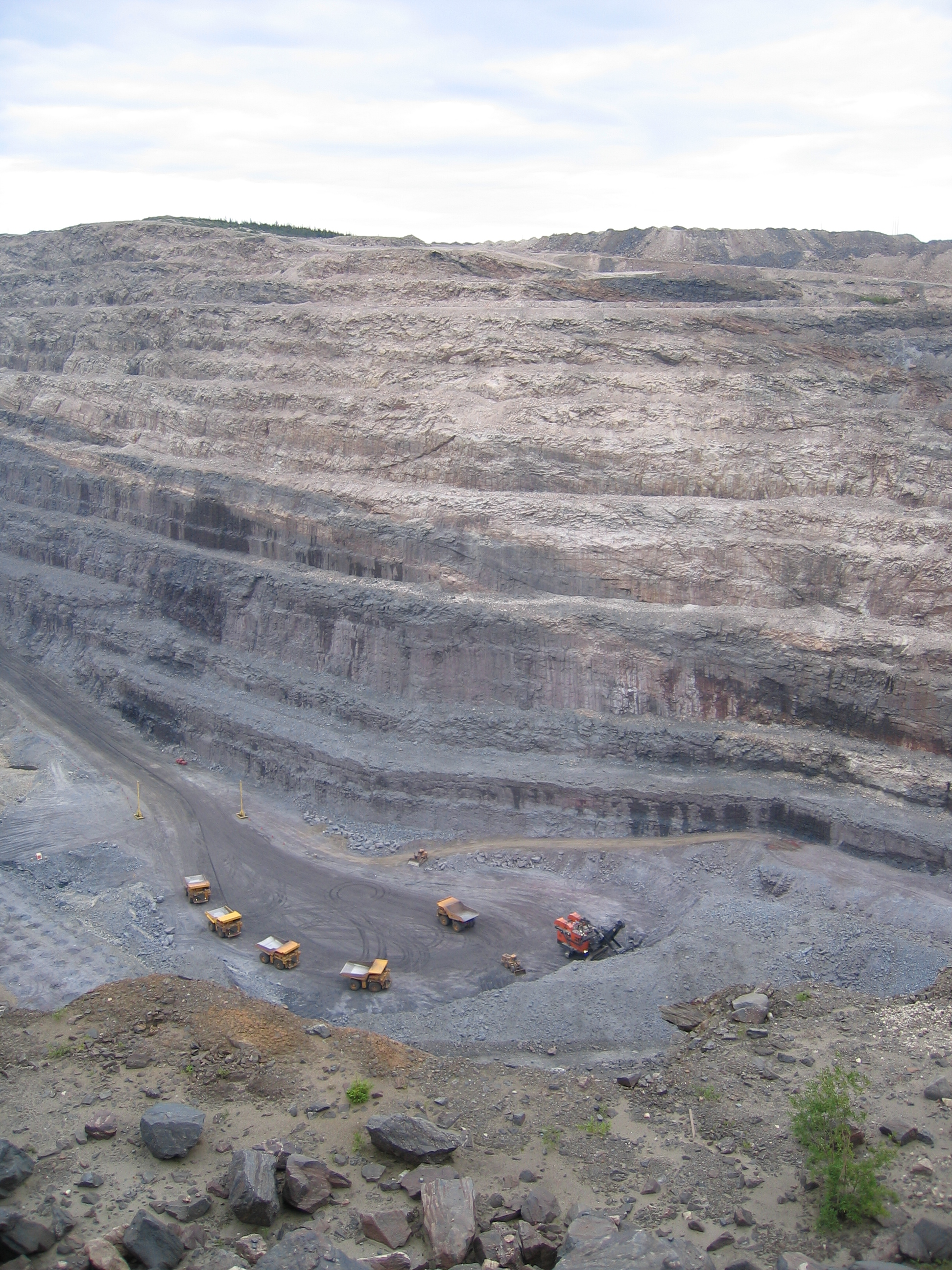
IJzerertsmijn in Labrador (Canada)

Een mijn is de plaats waar ertsen of andere delfstoffen in vaste vorm als steenkool, diamant en bruinkool  worden opgegraven om daarna verder verwerkt te worden.
Vaak is een mijn volledig ondergronds (schachtbouw): hier verbinden verticale schachten die de liftkooien bevatten de horizontale gangenstelsels. In de regel worden alleen de lagen weggegraven die de delfstof bevatten. Als de delfstof vlak aan de oppervlakte zit wordt deze in open mijnen (dagbouw) afgegraven. Dit is gebruikelijk bij bruinkool of sommige diamantmijnen in Afrika. Hier wordt eerst de toplaag weggegraven totdat de lagen met de delfstof blootliggen. Vervolgens wordt deze met enorme baggermachines of ander graafmaterieel afgegraven en afgevoerd. 
Meestal beslaat een mijn die al jaren geëxploiteerd wordt een enorme oppervlakte. Ondergrondse mijnen kunnen zelfs vele tientallen kilometers aan gangen bevatten, soms eveneens op kilometers diepte.
Dagbouwmijnen kunnen zo groot zijn dat er hele dorpen in passen. Dikwijls moeten die zelfs wijken voor de voortschrijdende dagbouw in bruinkoolmijnen. 
Mijnen zijn er al zeer lang, de eerste waren in gebruik om vuursteen op te graven zoals in Zuid-Limburg is aangetoond. Hier zijn vuursteenmijnen bekend die zeker al in 4000 voor Christus in gebruik waren zoals is aangetoond met Koolstof-14-dateringen en boomringonderzoek van gevonden houten palen.
Mijnwerker is een gevaarlijk beroep en in landen waar men het niet zo nauw neemt met de veiligheid gebeuren regelmatig ongelukken met doorgaans veel doden. Vooral kolenmijnen zijn berucht door het explosieve mijngas (hoofdzakelijk samengesteld uit methaan) dat dikwijls  vrijkomt bij kolendelving. Aan het begin van de 21ste eeuw heeft China de bedenkelijke reputatie opgebouwd het land te zijn met het gevaarlijkste mijnwezen ter wereld. Bij de groei die de economie doormaakt, maakt de enorme behoefte aan delfstoffen dat Chinese mijnbouwondernemers en overheden niet de hand houden aan de veiligheidsvoorschriften.
Bij de modernste mijnen zijn bijna geen mijnwerkers meer in dienst maar wordt bijna al het werk gedaan door geautomatiseerde machines die veelal op afstand bestuurd worden.